# Canthon mixtus
Canthon mixtus är en skalbaggsart som beskrevs av Robinson 1948. Canthon mixtus ingår i släktet Canthon och familjen bladhorningar. Inga underarter finns listade.